# Нилов, Алексей Геннадьевич
Алексе́й Генна́дьевич Ни́лов (род. 31 января 1964, Ленинград, РСФСР, СССР) — советский и российский актёр театра и кино. Заслуженный артист Российской Федерации (2006).

## Биография
Родился 31 января 1964 года в Ленинграде. Отец, актёр Геннадий Нилов, известен по кинокомедии «Три плюс два» (1963, роль физика Степана Сундукова).
В 1985 году окончил актёрский факультет Ленинградского государственного института театра, музыки и кинематографии (ЛГИТМиКа) (курс Рубена Агамирзяна), получив специальность «актёр театра и кино». Был распределен в Волгоградский театр, однако вскоре был призван в армию.
Служил в рядах Советской Армии в городе Чернигове. Получил военную специальность минёра-подрывника. В 1986 году, во время военной службы, принимал участие в ликвидации последствий Чернобыльской аварии. Является ликвидатором последствий аварии на Чернобыльской АЭС I степени. В 2014 году в возрасте пятидесяти лет досрочно вышел на пенсию.
После демобилизации работал в театре «Студия-87», созданном театральным режиссёром Владимиром Малыщицким в Запасном дворце города Пушкина. Театр просуществовал всего два года, с 1987 по 1989.
В конце 1980-х годов помимо работы в театре работал дворником, стропальщиком, рекламным агентом, менеджером по работе с клиентами.
С 1989 года работал в Государственном русском драматическом театре Белорусской ССР имени М. Горького, из которого ушёл в 1991 году и больше ни в одном театре не работал.
Впервые появился на киноэкране в возрасте четырёх лет в фильме-сказке «Снегурочка» (1968) своего двоюродного дедушки, режиссёра Павла Кадочникова. В этом же фильме снимался и Геннадий Нилов.
Первой большой работой в кино стала одна из главных ролей (Максим, борец с мафией) в боевике режиссёра Вячеслава Сорокина «Меченые» (1991).
Широкую популярность актёру принесла одна из главных ролей (Андрей Ларин, капитан милиции) в телесериалах «Улицы разбитых фонарей» (1997—2004, с 1-го по 5-й сезон) и «Опера. Хроники убойного отдела».
Артист ООО «Люксфильм» (г. Москва). Руководит «N-театром». Вице-президент Межрегиональной общественной организации содействия развитию культуры и спорта «Берег».

### Семья
Отец Геннадий Нилов (род. 1 октября 1936), киноактёр. Мать Галина Панкратьевна Нилова (род. 1938), инженер-химик.
Брат Антон Нилов.
Двоюродный дед Павел Кадочников (1915—1988), Народный артист СССР, муж сестры бабушки по отцу.
Троюродная сестра Наталья Кадочникова (род. 14 апреля 1969), актриса.

### Личная жизнь
Первая жена — Анна Замотаева (с 1985 года), актриса, однокурсница по ЛГИТМиКу, библиотекарша. Дочь — Елизавета Нилова (род. 14 декабря 1985), актриса Академического драматического театра имени В. Ф. Комиссаржевской.
Неофициальный брак — Сусанна Цирюк, родом из Минска, музыкальный режиссёр, дочь белорусского дирижёра Юрия Цирюка. Окончила Санкт-Петербургскую государственную консерваторию имени Н. А. Римского-Корсакова в 1989 году (факультет режиссуры музыкального театра, класс М. Слуцкой), работала главным режиссёром Белорусского государственного академического музыкального театра (2010—2013), лауреат российской театральной премии «Золотая маска» (2005). Познакомились в Минске, где Алексей Нилов работал актёром в театре. Прожили вместе семь лет. Сын — Дмитрий (род. 1991), музыкант-мультиинструменталист.
Вторая жена — Юлия Михайлова, актриса. Познакомились на съёмках фильма «Проклятие Дюран» (1993). Брак продлился 7 лет, были венчаны, детей нет.
Неофициальный брак — Полина (Юлия) Каманина (род. 8 июня 1974), актриса, сценаристка. Прожили три года, детей нет.
Третья жена — Ирина Климова (род. 12 апреля 1967), актриса и певица. Через пять месяцев после рождения сына Никиты (род. 18 марта 2003, Москва) Алексей Нилов оставил супругу с ребёнком и уехал из Москвы в Санкт-Петербург. Брак был расторгнут 21 сентября 2004 года.
Четвёртая жена — Елена Нилова (ранее — Володина, род. 1978), портниха четвёртого разряда, продавщица модного магазина одежды в Санкт-Петербурге, профессиональный фотограф. Живут вместе с 2004 года (после официального развода Нилова). Поженились в 2011 году. Обвенчались в Софийском соборе в Царском селе. Являются прихожанами этого собора. Алексей Нилов принял обряд крещения осознанно, в возрасте девятнадцати лет, а его крёстным отцом был его лучший друг, актёр Владимир Осипчук (1960—1990).
16 марта 2000 года Алексей Нилов пережил клиническую смерть вследствие злоупотребления алкоголем. По словам актёра, всего таких смертей у него было «штуки три», когда останавливалось дыхание, и врачам с трудом удавалось его спасать. В последний раз такой приступ произошёл с ним в канун 2007 года, который он встретил на восьмом этаже больницы на улице Костюшко в Санкт-Петербурге, где врачи откачивали его одиннадцать дней. С тех пор начал бросать пить. В интервью 2024 года признался, что первую клиническую смерть подтвердил журналистам, чтобы они от него отстали, а две другие придумали без его участия.

## Творчество

### Фильмография
- 1980 — Каждый третий — партизан
- 1989 — Степан Сергеевич — Виталий Игумнов, начальник монтажно-сборочного цеха
- 1991 — Жажда страсти — эпизод
- 1991 — Меченые — Максим (Макс), борец с крымской мафией
- 1992 — Кооператив «Политбюро», или Будет долгим прощание — Лёша, бандит
- 1993 — Проклятие Дюран — Арман
- 1993 — Роман императора — Антон Березовский, польский террорист
- 1994 — Год собаки — сосед Веры в общежитии (в титрах не указан)
- 1994 — Прохиндиада 2 — новый директор школы
- 1994 — Откровения незнакомцу / Confidences à un inconnu (Россия, Франция, Италия) — Дмитрий
- 1994 — Яростные киборги  / Dark Future (Россия, США) — киборг
- 1995 — 2003 — Улицы разбитых фонарей (первый—пятый сезоны) — Андрей Васильевич Ларин, капитан милиции
- 1999 — 2000 — Убойная сила — Андрей Васильевич Ларин, капитан милиции
- 2003 — Жизнь одна — Владимир, писатель-фантаст
- 2004 — Моя мама — невеста — Юрий Ивановский, разводящийся с женой бизнесмен
- 2004 — Невестка — Вадим, муж Любы, отец Ильи, друг Стасика
- 2004 — 2007 — Опера. Хроники убойного отдела — Андрей Васильевич Ларин, майор милиции[19]
- 2004 — Убить Бэллу — нетрезвый мужчина в «обезьяннике» и на улице (эпизод)[20]
- 2006 — Баллады о гусарах (Молдова) — Вениамин Уздечкин (корнет Оболенский)
- 2006 — Наркоза не будет — следователь
- 2007 — Бумеранг — Олег Витальевич Бессонов, муж Инги
- 2007 — 2014 — Литейный (первый—восьмой сезоны) — Алексей Нилов («Адвокат»), сотрудник специального отдела милиции, бывший адвокат
- 2008 — По контуру лица — слепой бомж
- 2008 — Запрет на любовь — Алексей, адвокат
- 2008 — Любовь под грифом «Совершенно секретно» — Алексей Нилов, адвокат Татьяны Васильевой[21]
- 2008 — Холмы и равнины — Лев, журналист, отец Татьяны
- 2009 — Захватчики — следователь
- 2010 — 220 вольт любви — камео
- 2010 — Страховщики (серии № 9 «Маршрут» и № 20 «Ангел-хранитель») — Верейский
- 2010 — Вопрос чести — Алексей Нилов, бывший адвокат[22]
- 2010 — Подводные камни — Игорь Алексеевич Веселов, писатель и журналист[23]
- 2011 — Дубля не будет — Игорь Жданов, популярный актёр театра и кино
- 2011 — ППС (серии № 8 «Оборотень» и № 12 «Территория») — Ефремов, майор службы собственной безопасности
- 2011 — Я желаю тебе себя — Павел Павлович Новиков, директор фиктивной строительной организации
- 2011 — 2014 — Чужой район (первый, второй, третий сезоны) — Александр Сергеевич Петров, глава районной администрации
- 2012 — Возвращение — Владимир Николаевич Смирнов, генерал в отставке
- 2013 — Назначена награда — «Граф»
- 2014 — Лучшие враги — Владимир Александрович Старыгин, подполковник, начальник аналитической группы ГУВД
- 2014 — Бирюк — Семёнов, полковник
- 2015 — Аз воздам — Виктор Иванович Ершов, старший следователь Следственного комитета РФ
- 2015 — 2018 — Высокие ставки — Юрий Алексеевич Сергеев, криминальный авторитет «Космонавт»[24]
- 2015 — Капкан для звезды — Игорь Валерьевич Яцко, бизнесмен
- 2015 — Испанец — Леваков («Лёва»)
- 2015 — Убийство на троих — Александр Васильевич Черкасов, начальник службы безопасности
- 2016 — Наше счастливое завтра — Дерябин
- 2017 — Невский. Проверка на прочность (серия № 29 «Ультиматум») — Колпаков
- 2017 — Выжить любой ценой — Григорий, врач, беглый заключённый
- 2017 — Улыбка лиса — Валерий Дмитриевич Головин, ректор фармакологического университета, отец Татьяны
- 2018 — 2019 — Канцелярская крыса — Виктор Николаевич Медушевский (адвокат)
- 2018 — Шаг в бездну — Алчанов
- 2019 — Девичий лес — Игорь Калинин
- 2019 — Звёзды и лисы — Миронов
- 2019 — 2023 — Условный мент — Вениамин Сергеевич Воронов («Веня Ворон»), криминальный авторитет (главная роль)
- 2020 — Пять минут тишины. Новые горизонты — Пётр Мусоргский, бизнесмен
- 2020 — Первый отдел — Никита Сергеевич Баренцев, народный артист (фильм четвёртый «Праздник»)
- 2021 — Крепкие орешки — Андрей Васильевич
- 2021 — 16 (фильм) — бизнесмен
- 2021 — Варяг
- 2021 — Полицейское братство — Гарин
- 2021 — Адмиралы района 2 —
- 2023 — Грибной дождь

## Клипы
- Гимн долболобов (OST фильма 16-й) (2021)

## Признание

### Государственные награды
- 2006 — почётное звание «Заслуженный артист Российской Федерации» — за заслуги в области искусства[2].

## Общественная позиция
- 9 октября 2009 год в числе сорока двух известных петербуржцев, обратился с открытым письмом к президенту Российской Федерации Дмитрию Медведеву в поддержку строительства общественно-делового квартала «Охта-центр» в Санкт-Петербурге[25].
- 11 октября 2010 года принимал участие в массовом многочасовом молебне у стен полуразрушенной Церкви преподобного Сергия Радонежского в городе Пушкине, построенной в 1903 году для лейб-гвардии 2-го стрелкового Царскосельского Его Величества полка и являющейся памятником архитектуры начала XX века[26][27].